# Св. св. Кирил и Методий и Свети Бенедикт
„Св. св. Кирил и Методий и Свети Бенедикт“ (на македонска литературна норма: „Св. св. Кирил и Методиј и Свети Бенедикт“) е католическа църква в град Охрид, Северна Македония, част от Скопската епископия на Римокатолическата църква. Църквата е разположена на главната улица в града – „Партизанска“.
Църквата, посветена на тримата патрони на Европа, се намира в новия дял на Охрид, в близост до Охридското езеро и хотел „Палас“. Енорията е основана в 1939 година. Сегашният храм е изграден от 1997 до 2001 година и негов архитект е Благоя Мицевски. Олтарното изображение на Кирил и Методий и Бенедикт е дело на италианския художник професор Винченцо Бианки.